# عبد الرحمن طعمة
عبد الرحمن محمد طعمة محمد مدرس بقسم اللغة العربية بكلية الآداب، جامعة القاهرة، وُلد في 16 أبريل عام 1980. درس في كلية الطب في الفترة ما بين أعوام 1997 و2001. تخصص في مجال العلوم اللغوية واللسانيات التطبيقية وبشكل دقيق في مجال اللسانيات العصبية والعرفانية.

## تعليمه
حصل على درجة الليسانس الممتازة في الآداب بتقدير جيد جدًا مع مرتبة الشرف عام 2005. وحصل على الماجستير في العلوم اللغوية بتقدير ممتاز في 2012 والدكتوراه في اللسانيات العرفانية العصبية بمرتبة الشرف الأولى عام 2016.

## مسيرته الأكاديمية

### الكتب
- البناء العصبي للغة: دراسة بيولوجية تطورية في إطار اللسانيات العرفانية العصبية، دار كنوز المعرفة الأردنية، عمان، الأردن، طـ1، 2017.
- الفصل السادس من كتاب علم اللغة الاجتماعي، لبيتر ترودجل، بعنوان: اللغة والتفاعل الاجتماعي.
- الفصل الرابع من كتاب تحليل الخطاب النقدي CDA، لتيري لوك، بعنوان: قضية ما وراء اللغة (الميتالغوية) في تحليل الخطاب النقدي.
- دليل أكسفورد للسانيات التطورية، 2012، قيد الترجمة والتحرير، باشتراك.

### المؤتمرات والأبحاث
- الدمج الجينومي البيولوجي في الدرس اللساني المعاصر: بحث في الأوليات، ضمن منشورات مختبر العلوم المعرفية LASCO، جامعة محمد بن عبد الله،

كلية الآداب، ظهر المهراز، سلسلة كتب (5): اللسانيات والمعرفية والتربية بين الأوليات والأولويات. 2015.
- التطور اللغوي من منظور اللسانيات العصبية: قراءة بينية معاصرة لبعض القضايا الأولية، مجلة رسالة المشرق، مركز الدراسات الشرقية، جامعة القاهرة، مصر، العدد (30)، 2015.
- بين اللغة واللسان: مقاربة تداولية لمدلول اللفظين في القرآن واللسانيات المعاصرة، منشورات مركز بحوث القرآن الكريم، أكاديمية الدراسات الإسلامية، جامعة ملايا، كوالالمبور، ماليزيا، مارس، 2016.
- بيولوجيا اللسانيات: مدخل للأسس البيو- جينية للتواصل اللساني من منظور اللسانيات العصبية، دورية مخبر الممارسات اللغوية، جامعة مولود معمري، تيزي- وزو، الجزائر، العدد (37)، سبتمبر، 2016.
- المقاربة العرفانية للقراءة النصية: دراسة في مرتكزات الإدراك الذهني للغة، مجلة دراسات بيداجوجية، جامعة محمد الخامس، الدار البيضاء، المملكة المغربية، العدد الأول، تنمية المهارات القرائية، فبراير، 2017.

### كتبه وأبحاثه قيد النشر
- آفاق وتجارب في تعليم اللغة العربية للناطقين بغيرها من منظور علم اللغة العرفاني وتطبيقات الأعصاب الإجرائية.
- الباراديم العرفاني لبنية المفاهيم الذهنية في الدماغ: دراسة لسانية عصبية، ضمن كتاب علمي جماعي محكم عن اللسانيات المعرفية، يصدر بجامعة قطر.
- اللسانيات والطبيعة الكونية: نظرية التوالد الذاتي وعلاقتها بالأنظمة التواصلية.
- طبيعة الأنساق المعرفية في القرآن الكريم: دراسة تحليلية.
- توظيف علم الدلالة المعجمي في حقل التفسير القرآني: دراسة في أبعاد الدلالة التفسيرية.

## الإجازات الدولية
- إجازة خاصة بكتاب التبيان في آداب حملة القرآن للإمام النووي بالسماع، مع الإذن بالرواية، أجازها سعادة الدكتور/ نجم بن عبد الرحمن بن خلف الرواشدي البغدادي الكرخي، بتاريخ 14 جمادى الآخرة 1435 هـ، الموافق 14 إبريل 2014 م، جامعة ملايا، كوالالمبور، ماليزيا.

## الجوائز الإقليمية والدولية
- جائزة طه حسين للتفوق العلمي، مايو 2006.
- جائزة أ.د/ وفاء كامل فايد لأفضل رسالة ماجستير، 2012، في اللسانيات الحديثة.
- درع مركز جامعة القاهرة للغة والثقافة العربية عن النشاط التدريسي بالمركز للأجانب (2007-2011).
- درع مركز بحوث القرآن الكريم، أكاديمية الدراسات الإسلامية، جامعة ملايا، كوالالمبور، ماليزيا، الممنوح للبحوث المميزة، إبريل، 2014.
- درع جامعة الطَّفيلة التقنية، المملكة الأردنية الهاشمية، عن المشاركة بمؤتمر البلاغة بين النقد والأدب واللغة، المؤتمر الدولي الأول لقسم اللغة العربية، بكلية الآداب، يوليه، 2016، ببحث حول البنية المعرفية للحجاج القرآني.
- درع جامعة الملك خالد، المملكة العربية السعودية، كلية العلوم الإنسانية، عن المشاركة بالمؤتمر الدولي الأول: اللغة العربية والنص الأدبي على الشبكة العالمية، فبراير، 2017، ببحث حول آليات الحفظ والاستدعاء في اللسانيات الحاسوبية.

## المشاركة في المؤتمرات الدولية
- ماليزيا (كوالالمبور، 2014): المؤتمر القرآني الدولي السنوي (مقدس 4)، ماليزيا، كوالالمبور، جامعة ملايا، أكاديمية الدراسات الإسلامية، مركز بحوث القرآن الكريم، 14-15 إبريل 2014: بين اللغة واللسان .. مقاربة تداولية لمدلول اللفظين في القرآن واللسانيات الحديثة.
- المغرب (فاس، 2015): المؤتمر العالمي الثالث للباحثين في القرآن الكريم وعلومه (بناء علم أصول التفسير: الواقع والآفاق)، مؤسسة البحوث والدراسات العلمية (مبدع)، بالتعاون مع مركز تفسير للدراسات القرآنية، والرابطة المحمدية للعلماء، فاس، المغرب، 8 – 11 إبريل 2015: المعجم والتوجيه الدلالي لتفسير النص القرآني: مداخل بينية.[1][2]
- الإمارات (دبي، 2015): المؤتمر الدولي الرابع للغة العربية، دبي، الإمارات العربية المتحدة، المجلس الدولي للغة العربية، بالتعاون مع منظمة اليونسكو، والمنظمة العربية للتربية والثقافة والعلوم، واتحاد الجامعات العربية، 6 - 10 مايو 2015: ميكانيزمات الإدراك في العقل البشري: دراسة في أساسيات اللغة والوعي من منظور تكنو- عصبي.[3]
- سلطنة عُمان (مسقط) .. ديسمبر 2015: المؤتمر الدولي "العلاقات البينية بين العلوم الاجتماعية والعلوم الأخرى: تجارب وتطلعات، كلية الآداب والعلوم الاجتماعية، جامعة السلطان قابوس، 15-17 ديسمبر 2015: إبستمولوجية التصنيف المعرفي للعلوم وأثره في تكامل أدوارها.[4]
- المملكة الأردنية الهاشمية (الطفيلة، يوليو 2016): المؤتمر العلمي الدولي الأول (البلاغة بين النقد والأدب واللغة)، كلية الآداب، قسم اللغة العربية، جامعة الطَّفيلة التقنية، 19-21 يوليه 2016: البنية المعرفية للنسق الحواري في القرآن الكريم: قراءة في التركيب التداولي البلاغي.[5]
- المملكة العربية السعودية (محافظة أبها، فبراير 2017): جامعة الملك خالد، كلية العلوم الإنسانية، قسم اللغة العربية، المؤتمر الدولي الأول: اللغة العربية والنص الأدبي على الشبكة العالمية، 14 – 16 فبراير 2017: بناء المدونات اللغوية النصية والمعالجة التقنية الآلية لها لغرض الحفظ والاسترجاع: دراسة تطبيقية في اللسانيات الحاسوبية.[6]
- مصر (قسم اللغة العربية، كلية الآداب، جامعة القاهرة): المؤتمر الدولي السنوي الثالث، بعنوان: العربية وتداخل الحقول المعرفية، 28 – 30 مارس 2017: المعالجة العصبية للغات الطبيعية: فرضيات ونماذج.[7]
- فرنسا (مدينة "ليل"، مايو 2017): معهد ابن سينا للعلوم الإنسانية، المؤتمر الدولي الحادي عشر: تعليم اللغة العربية للناطقين بغيرها في الوسائط الإليكترونية، 13 – 14 مايو 2017: استخدام التقنيات المعرفية المعاصرة وتطويعها التكنولوجي بهدف خدمة تعليمية اللغة العربية: نماذج إليكترونية وتجارب ديداكتية.[8]